# Pterogonidium pulchellum
Pterogonidium pulchellum är en bladmossart som beskrevs av C. Müller in Brotherus 1908. Pterogonidium pulchellum ingår i släktet Pterogonidium och familjen Sematophyllaceae. Inga underarter finns listade i Catalogue of Life.